# 鵜城郡

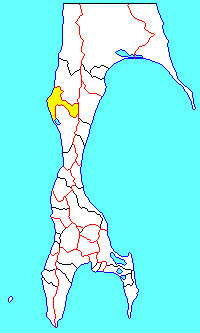
樺太・鵜城郡の位置（黄：鵜城村）

鵜城郡（うしろぐん）は、日本の領有下において樺太に存在した郡。
当該地域の領有権に関しては樺太の項目を参照。

## 郡域
1915年（大正4年）に行政区画として発足した当時の郡域は、鵜城村の1村の区域に相当する。

## 歴史

### 古代
古墳時代の4世紀ころには鈴谷文化が、5世紀ころから飛鳥時代に阿倍比羅夫と交戦した粛慎とされるオホーツク文化が栄えた。オホーツク文化は、古代の文献『日本書紀』や『続日本紀』に記述が見える。擦文文化の進出とともに、オホーツク人は樺太南部から駆逐された。
平安時代中期（11世紀初め）に、矢羽や甲冑などの材料として重要な交易品であったオオワシ羽やアザラシ皮などを確保するため、擦文文化が鵜城郡域にも進出。これらは当時、和人社会で武士が台頭しはじめ需要が増しており、安倍氏や奥州藤原氏をはじめとする奥羽の豪族が流通を担っていた。鉄製品や食料品など和人社会から流入する生活物資の量も同時に増加し、アイヌ文化への転換の契機になったとみられる。擦文文化の担い手は、アイヌの祖先に相当する。

### 中世
『諏訪大明神絵詞』によると、鎌倉時代になり、蝦夷・えみしの子孫である蝦夷管領・安東氏が唐子と呼ばれる蝦夷を統括 するようになった。中世の安東氏は、奥州藤原氏を引き継ぎ十三湊を拠点とし日本海北部を中心にかなり広範囲にわたって活動していたという（『廻船式目』）。また、陸の豪族であるとともに安藤水軍を擁していた。蝦夷社会で騒乱がおこると、しばしば津軽海峡以北に出兵ていた。
室町時代になり、安東水軍は関東御免船として活動、和産物を蝦夷社会へ供給した。また北方産品を大量に仕入れ全国に出荷していた（『十三往来』）。鵜城村幌千の幌千遺跡からは、和人社会から流入する鉄鍋の影響を受けた内耳土器が出土しており、アイヌ文化が確立してゆく過程がうかがえる。応永年間になると、「北海の夷狄動乱」を平定した安東氏は日之本将軍と称した。
15世紀末になると、唐子が蝦夷管領の代官武田信広に献上品を送りその配下になったという（『福山秘府』）。唐子は近世の西蝦夷地にあたる北海道日本海側や北海岸および樺太南部に居住し、十三湊や渡党の領域まで赴き生活必需品などを得ていた（城下交易も参照）。

### 近世
江戸時代になると、西蝦夷地に属した。鵜城郡域の住民樺太アイヌたちは、和人地まで赴かずに済むようになったが、慶長8年（1603年）宗谷に置かれた役宅まで行き生活必需品などを入手していた。貞享2年（1685年）時点で、鵜城郡域は宗谷場所に含まれた。宝暦2年（1752年）ころシラヌシ（本斗郡好仁村白主）にて交易がおこなわれるようになり、寛政2年（1790年）松前藩が樺太商場（場所）を開設し、幕府が勤番所を置くと、住民は樺太南端の白主やトンナイ（ホントケシ、本斗郡本斗町）で生活物資を確保できるようになった。当時の場所請負人は阿部屋村山家。交易の拠点や藩の出先機関としての機能を兼ねた運上屋では、住民に対する撫育政策としてオムシャなども行われた。その具体的な内容は乙名や小使、土産取など役蝦夷の任命や老病者に対する救済である。当時の地方行政の詳細は、場所請負制成立後の行政や江戸時代の日本の人口統計も参照。その後、場所請負人は、寛政8年から大阪商人・小山屋権兵衛と藩士・板垣豊四郎、翌9年からは板垣豊四郎が単独となる。寛政12年（1800年）カラフト場所は松前藩主が知行主となり、直営化された。直営時代は藩士・高橋荘四郎と目谷安二郎が管理し、兵庫商人・柴屋長太夫が仕入れを請負った。

#### アイヌ乙名の山丹渡航
18世紀後半、ナヨロ（泊居郡名寄村）の惣乙名が、交易相手のスメレンクル夷や山丹人を殺害し商品を奪った事件が原因（『北夷分界余話』より）で、ウショロ（鵜城）のアイヌ乙名も満州人から朝貢交易を求められ、郷長（ガシャン・ダ）の称号を与えられた（冊封）。回数は数年に一度大陸の黒龍江下流域に出向くだけであったが、アイヌの負担はとても大きく困窮したという。
彼らは幕藩体制下の郷村制の役職も持っており、その位置づけは後の改革で大陸渡航を禁じられるまで、薩摩藩の附庸国であった琉球王国に近かった。
紛争などが原因で朝貢を強要された例は、他に李氏朝鮮の仁祖があり、その経緯は大清皇帝功徳碑も参照されたい。

#### 第一次幕領期
文化4年（1807年）文化露寇 の発生を受け、鵜城郡域を含む西蝦夷地が松前奉行の管轄する公議御料（幕府直轄領）となった（〜1821年、第一次幕領期）。
奥羽諸藩の警固と山丹交易改革
文化5年(1808年)会津藩が警固についたが、文化6年(1809年)、樺太が西蝦夷地から分立し北蝦夷地に改称され、弘前藩が警固にあたった。また、当時、大陸から来航していた山丹人に対する借財のかたに、働き手のアイヌを連れ去られることもあったという（『蝦夷草紙後編』）。困窮するアイヌの救済が急務とされたことから、松田伝十郎が改革 を断行、以降、山丹交易を幕府直営とし白主会所のみでおこなった。この改革で、アイヌは支払いできない債務を幕府に立替えてもらい、山丹人に対する借財からも開放された。その後、過酷な労働条件だったが漁場などで就労する者もいた。また、同時にアイヌ乙名たちの山丹渡航もを禁じられた。
場所請負人に栖原屋就任
幕府直轄領になった際、樺太場所請負人は柴屋長太夫であったが、文化6年(1809年)以降、明治8年(1875年)まで、樺太場所は栖原家と伊達家の共同請負となった。
その後、文政4年（1821年）いったん松前藩領に復した。

#### 松前藩や江戸幕府による北蝦夷地検分
松前藩の藩士高橋清左衛門（壮四郎）は、寛政二年（1790年）樺太に赴き、西岸のライチシカ（久春内郡三浜村来知志）北方のコタンウトル（鵜城村古丹）まで踏査した（『村山家文書』）。
文化5年（1808年）から文化6年にかけ、間宮林蔵が松田伝十郎とともに北樺太や間宮海峡周辺
を踏査 する際立ち寄った。林蔵は年をまたぎ、2回に渡り調査を行った。
安政元年(1854年)6月に、幕府の支配勘定上川侍次郎が検分した際、西海岸では北緯50度線のすぐ北側にあるホロコタン(幌渓)まで、何らかの形で撫育や介抱をはじめとする行政（今で言う日本の統治）が及んでいることが確認されている。

#### 樺太直捌場所の分立
安政年間(1854年～1860年)以降、西浦（西海岸）はノタサンより奥地が幕府直捌となる。安政3年（1856年）箱館奉行は鳥井権之助を北蝦夷地差配人に任命。
安政4年（1857年）、権之助の義兄松川弁之助が北蝦夷地(樺太)御直場所差配人元締役に任じられ漁場を開設。このとき、西浦のクシュンナイ（久春内郡久春内村）や、ウシュロ（鵜城）などでも予想を上回る豊漁だったという。漁場の状況については北海道におけるニシン漁史も参照されたい。

#### 幕末の樺太警固（第二次幕領期）
安政2年（1855年）日露和親条約では樺太方面の国境は確定できず棚上げ先送りされた。同年から樺太を含む蝦夷地全域が再び公議御料となり、秋田藩が鵜城郡域の警固を行い、漁場の番屋に詰める番人を、冬季は武装化して足軽とし警固した。

#### 大野藩準領ウショロ場所
安政5年（1858年）大野藩（藩主:土井利忠）は北蝦夷地西浦のウショロ（鵜城）場所を準領地とし、安政6年（1859年）3月、越前大野藩士・早川弥五左衛門ら30名が、カラフト奥地開発のため藩船「大野丸」でウショロに着任。ウショロ（鵜城）場所の範囲は、鵜城郡域と名好郡域および北樺太ホロコタン（幌渓）までの地域に相当する。拠点の鵜城に会所（運上屋、昭和9年樺太庁が史跡指定）を開設して警固や漁場の開設をおこない、西岸で漁業経営を試みた。また、大坂・箱館・神戸・横浜・岐阜・名古屋・福井・三国の各地に漁獲物問屋「大野屋」を開き、漁獲物の販売も手がけていた。
「大野丸」は栖原家から建造中の洋型帆船(君沢型)を譲り受けたものであったという。ウショロ場所には、南から北樺太のホロコタン（幌渓）付近まで本斗安別線の前身にあたる道も通じていたようである。なお、樺太全土が日露雑居地とされたのは慶応3年（1867年）の樺太雑居条約締結後のことである。

### 大政奉還後
大政奉還後の慶応4年（1868年）4月12日、箱館裁判所(閏4月24日に箱館府と改称)の管轄となり、同年6月末、岡本監輔、箱館府の公議所(裁判所)の官員を派遣し、ウショロ(鵜城)に出張所を設けた。。明治2年（1869年）開拓使直轄領となり、北蝦夷地を樺太州（国）と改称。明治3年（1870年）開拓使から分離した樺太開拓使領は、明治4年（1871年）樺太開拓使再統合により開拓使直轄領に復し、8月29日廃藩置県となる。このころ行われた文明開化期の事象としては、神仏分離令、壬申戸籍編製、散髪脱刀令、平民苗字必称義務令公布などが挙げられる。アイヌは百姓身分だったため、平民となった。明治8年（1875年）、樺太千島交換条約のためロシア領とされたが、同条約第六款において露領時代も日本人の漁業権が認められており、久春内から樺太北端までは北西海岸漁区の範囲に含まれた。

### ロシアの侵出
安政2年（1855年）日露和親条約で国境未確定のまま先送りとされた後、文久3年（1863年）アイヌ身柄強奪事件が発生（ロシア軍艦対馬占領事件や帝国主義・南下政策も参照）。1867年締結の樺太全土を日露雑居地とする樺太雑居条約を受け、樺太放棄までにウショロにロシア人が砦を築き侵出。

### 日本領復帰後
- 1905年（明治38年）
  - 7月 - 日露戦争・樺太の戦いで、日本軍第13師団が占領。31日、在樺太ロシア軍降伏。
  - 8月1日 - 軍政が敷かれる。
  - 8月28日 - 内務省下樺太民政署コルサコフ（大泊町）支所の管轄となる。
  - 9月1日 - 日露休戦条約を締結。
  - 9月4日 - 樺太民政署マウカ支所クスンナイ（久春内）出張所の管轄となる。
  - 9月5日 - ポーツマス条約締結により日本領に復帰。
- 1907年（明治40年）3月14日 - 内務省の下部組織樺太庁発足、マウカ支庁ナヤシ（名好）出張所の管轄となる。
- 1908年（明治41年）
  - 4月 - 管轄支庁を真岡支庁名好出張所に改称。
  - 12月 - 真岡支庁名好出張所が独立して名好支庁が発足。
- 1909年（明治42年） - 樺太庁令で「部落総代規定」を制定。主要集落に町村長に相当する総代を置き、行政事務をおこなうこととした。
- 1913年（大正2年）
  - 6月 - 管轄支庁を久春内支庁に改称。鵜城出張所を新設。
  - 10月 - 管轄支庁を泊居支庁に改称。

### 郡発足以降の沿革
- 1915年（大正4年）6月26日 - 「樺太ノ郡町村編制ニ関スル件」（大正4年勅令第101号）の施行により、行政区画として鵜城郡が発足。発足時は伊皿村、鵜城村が所属。泊居支庁鵜城出張所が管轄。（2村）
- 1918年（大正7年） - 共通法（大正7年法律第39号）（大正7年4月17日施行）1条2項で、樺太を内地に含むと規定[30] され、終戦まで基本的に国内法が適用されることとなった。
- 1922年（大正11年）
  - 4月1日 - 「樺太ノ地方制度ニ関スル法律」（大正10年4月8日法律第47号）と、その細則「樺太町村制」（大正11年1月23日勅令第8号）を同時に施行。「部落総代規定」廃止。
  - 10月 - 鵜城支庁の管轄となる。
- 1923年（大正12年）4月1日 - 伊皿村が鵜城村に合併。（1村）
- 1924年（大正13年）12月25日 - 鵜城支庁が廃止され[31]、再び泊居支庁鵜城出張所の管轄となる[32]。
- 1929年（昭和4年）7月1日 - 樺太町村制の施行により鵜城村（二級町村）が発足。（1村）
- 1940年（昭和15年）1月 - 管轄支庁が恵須取支庁に変更。
- 1942年（昭和17年）11月 - 鵜城村の所属が恵須取郡に変更。同日鵜城郡消滅。